# Wilfried Ehbrecht
Wilfried Ehbrecht (* 29. August 1941 in Hildesheim; † 30. Januar 2022 in Münster) war ein deutscher Historiker.

## Leben und Wirken
Wilfried Ehbrecht wuchs in Wilhelmshaven auf. Nach dem Abitur 1961 studierte er Germanistik und Geschichte an der Westfälischen Wilhelms-Universität Münster. Sein Hauptfach war die Mittlere und Neuere Geschichte, Nebenfächer waren Alte Geschichte und Mittellateinische Philologie. 1967 absolvierte er das erste Staatsexamen, 1969 folgte die Promotion. Von 1967 bis 1973 war er wissenschaftlicher Assistent am Historischen Seminar der Universität Münster, Abteilung für Westfälische Landesgeschichte; von 1973 bis 2006 war er an gleicher Stelle als Akademischer Rat bzw. Oberrat tätig. 2006 wurde er in den Ruhestand verabschiedet. Vom 24. April 1974 bis zum 8. April 2016 war Ehbrecht ordentliches Mitglied der Historischen Kommission für Westfalen.
Seine Forschungsschwerpunkte waren die deutsche Stadtgeschichte, die Landesgeschichte Nord- und Westdeutschlands sowie der Niederlande, Mittelalterliche Geschichte, Verfassungs- und Sozialgeschichte, Kult- und Religionsgeschichte sowie die Theorie und Methode vergleichender Landes- und Stadtgeschichte.

## Schriften (Auswahl)
- Landesherrschaft und Klosterwesen im ostfriesischen Fivelgo (970–1290). Münster 1974, ISBN 3-402-05221-0.
- mit Heinz Schilling (Hrsg.): Niederlande und Nordwestdeutschland. Studien zur Regional- und Stadtgeschichte Nordwestkontinentaleuropas im Mittelalter und in der Neuzeit. Franz Petri zum 80. Geburtstag. Köln 1983, ISBN 3-412-01683-7.
- Konsens und Konflikt. Skizzen und Überlegungen zur älteren Verfassungsgeschichte deutscher Städte. Köln 2001, ISBN 3-412-08401-8.
- 900 Jahre Brückenmarkturkunde für Höxter. Festvortrag von Dr. Wilfried Ehbrecht, Münster im Rathaus von Höxter am 15. Juni 2015. Höxter 2016, OCLC 1146066142.